# Loki
Loki – olbrzym (Jötunn) z mitologii nordyckiej, zaliczony w poczet bogów (Asów), symbol ognia, oszustwa i psot. Syn olbrzyma Farbauti i Laufey. Loki posiadał zdolność przemiany (w łososia, konia, ptaka, pchłę itp.), włącznie ze zmianą płci.

## Mity

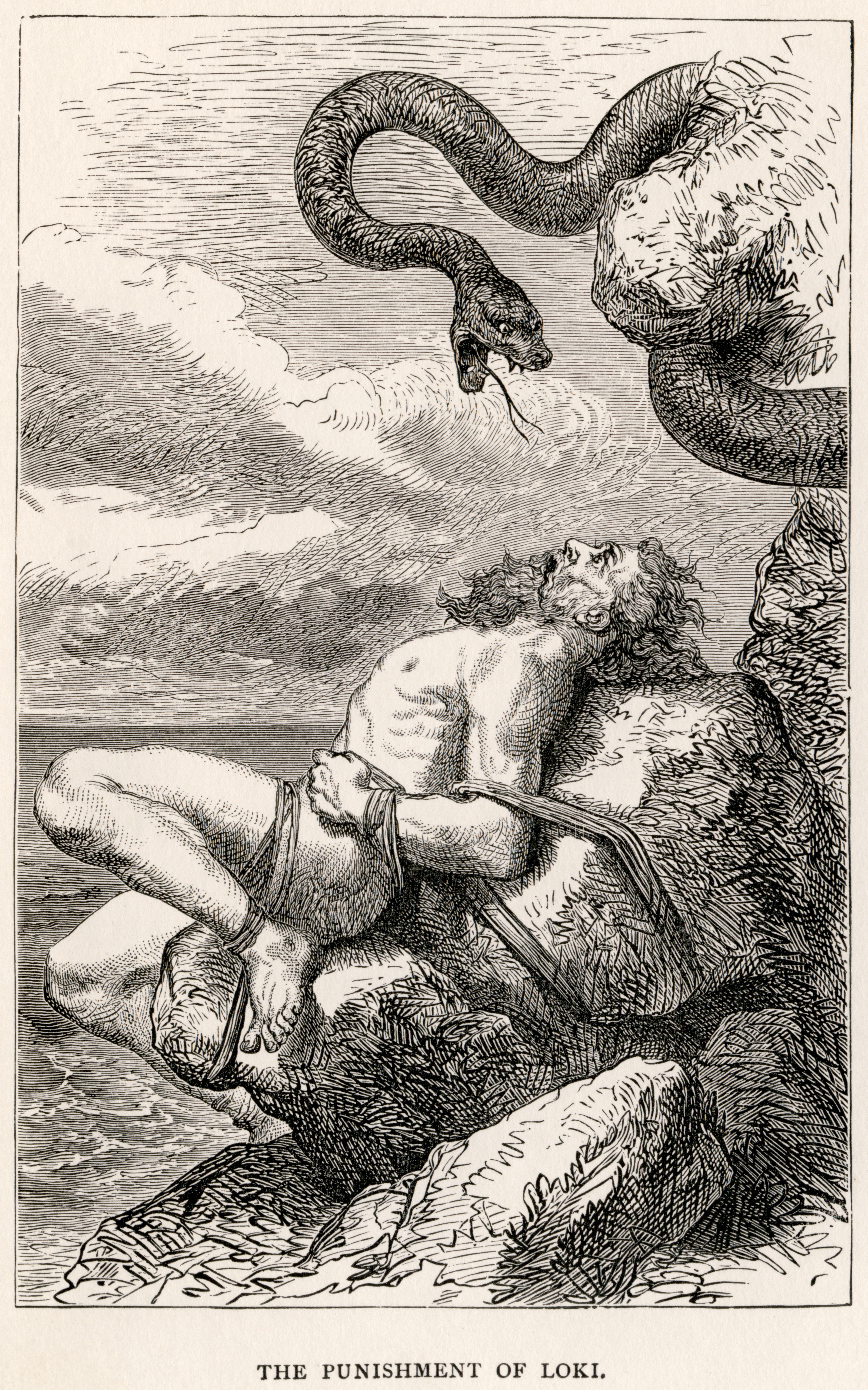
Kara Lokiego, Louis Huard

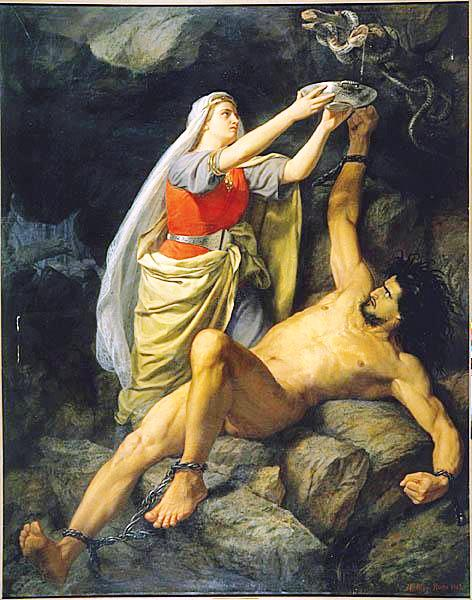
Loki i Sigyn, obraz Mårtena Eskila Wingego

Zrodził (stworzył) największe potwory – wielkiego wilka Fenrisa (Fenrira), węża Jormunganda (Midgardsorma) i boginię umarłych Hel – według większości wersji miał owo potomstwo z olbrzymką Angerbodą z Żelaznego Lasu. Nigdy do końca nie trzymał z żadną ze stron (oprócz ragnaröku, gdy wreszcie opowie się przeciw bogom i powiedzie na nich olbrzymów). Towarzyszył Thorowi w wielu wyprawach po świecie, podarował Odynowi Sleipnira – ośmionogiego, bardzo szybkiego rumaka, a także swojego syna. Loki miał także dwóch synów ze swą żoną Sigyn – Valiego i Narviego, z Sif Ulla. Był również zmieniony w kobietę, podziemną czarownicę, co trwało osiem lat. Przez ten okres rodził straszliwe potwory.
Dzięki Lokiemu bogowie zdobyli też swoje najważniejsze atrybuty. W micie o Sif Lokiego oskarżono o złośliwe ścięcie jej włosów. Za karę musiał zdobyć dla niej nowe, złote, ale rosnące jak żywe; wykonały je karły, synowie Ivaldiego – najważniejszym z nich był Brokkur. Przy tej okazji Loki dostał od nich włócznię Gungnir i statek Skidblandir. Wówczas Loki postawił w zastaw swoją głowę, że Eitri, brat Brokkura, nie zdoła już zrobić trzech równie cennych przedmiotów. Ale ten z pomocą brata i pozostałych karłów wykonał dzika Gulinburstiego, bransoletę Draupnir oraz młot Mjølner dla Thora. Bogowie orzekli, że najcenniejszy jest Mjølner. Loki przegrał więc zakład i powinien był stracić głowę, ale wtedy próbował uciec, wykorzystując swoje czarodziejskie buty, pozwalające mu latać i chodzić po wodzie. Gdy zaś Thor go schwytał, oświadczył, że oddał w zakład głowę, a nie szyję. Karły w zemście ucięły mu więc tylko język i zszyły usta (co miało być karą za jego krzywoprzysięstwo).
Małżonką Lokiego była Sigyn. Bogowie, mając Lokiego za szaleńca i psotnika, wybaczali mu wiele złych uczynków, ale kiedy przyczynił się do zabicia Baldura (boga piękna) oraz uniemożliwił mu powrót z zaświatów, przykuli go (w niektórych podaniach przywiązali jelitami jego synów, Valiego i Narviego) do skały, gdzie musiał odkupić swój uczynek, przykuty łańcuchami tak, żeby padał na jego twarz okropny jad węża znajdującego się nad nim. Jego wierna żona Sigyn trzymała misę nad twarzą Lokiego i gdy ta napełniała się, Sigyn opróżniała ją – wtedy kropla jadu docierała do twarzy Lokiego i ten, trzęsąc się z bólu, powodował trzęsienie Ziemi. Wierzono, że w końcu Loki wyswobodzi się z więzów i zapragnie zemsty. Ragnarök rozpocznie się przypłynięciem do Asgardu (stolicy bogów) statku Nagelfar, którego Loki będzie sternikiem. Loki zginie podczas ragnaröku walcząc z bogiem strażnikiem Heimdallem (zabiją się nawzajem) – będzie to pierwsza wielka walka ragnaröku.

## Znaleziska archeologiczne

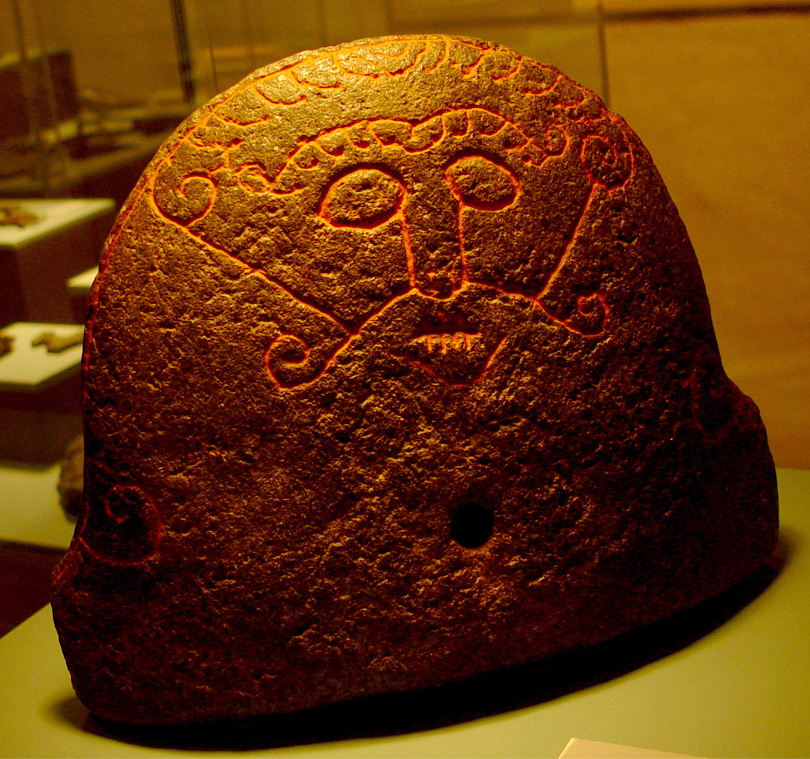
Kamień Snaptun prawdopodobnie zawiera wizerunek Lokiego

### Kamień ze Snaptun
W 1950 roku na plaży w pobliżu Snaptun w Danii odkryto półokrągły płaski kamień z wizerunkiem twarzy z wąsami. Wykonany ze steatytu pochodzącego z Norwegii lub Szwecji, wizerunek został wyrzeźbiony około 1000 roku n.e. i przedstawia twarz z bliznami wokół ust. Postać została zidentyfikowana jako Loki ze względu na jego usta, uważane za odniesienie do opowieści zapisanej w Skáldskaparmál, w której synowie Ivaldiego zszywają usta Lokiego.
Został on zidentyfikowany jako kamień z paleniska; dysza miecha była wkładana do otworu z przodu kamienia, a powietrze wytwarzane przez miech wypychało płomień przez górny otwór, podczas gdy miech był chroniony przed gorącem i płomieniami. Kamień może wskazywać na związek Lokiego z kowalstwem i płomieniami. Kamień jest przechowywany i eksponowany w Muzeum Moesgård w pobliżu Aarhus w Danii.

### Kamień z Kirkby Stephen i krzyż z Gosforth
Fragment krzyża z końca X wieku znajdujący się w kościele św. Szczepana w Kirkby Stephen w Kumbrii w Anglii przedstawia związaną postać z rogami i brodą. Niekiedy uważa się, że postać ta przedstawia związanego Lokiego. Odkryty w 1870 roku kamień składa się z żółtawo-białego piaskowca i obecnie znajduje się z przodu kościoła w Kirkby Stephen. Przedstawienie podobnej postaci z rogami i okrągłymi ramionami zostało odkryte w Gainford w hrabstwie Durham i obecnie znajduje się w bibliotece Katedry w Durham.
Krzyż z Gosforth z połowy XI wieku przedstawia różne postacie z mitologii nordyckiej i również znajduje się w Kumbrii. W dolnej części zachodniej strony krzyża znajduje się wizerunek długowłosej klęczącej kobiety trzymającej jakiś przedmiot nad inną leżącą na ziemi, związaną postacią. Powyżej i po ich lewej stronie znajduje się spleciony wąż. Zostało to zinterpretowane jako Sigyn niosąca ukojenie związanemu Lokiemu.

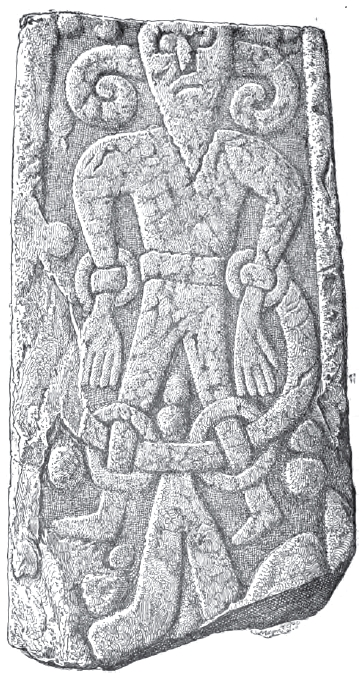
Związana figura na kamieniu z Kirkby Stephen
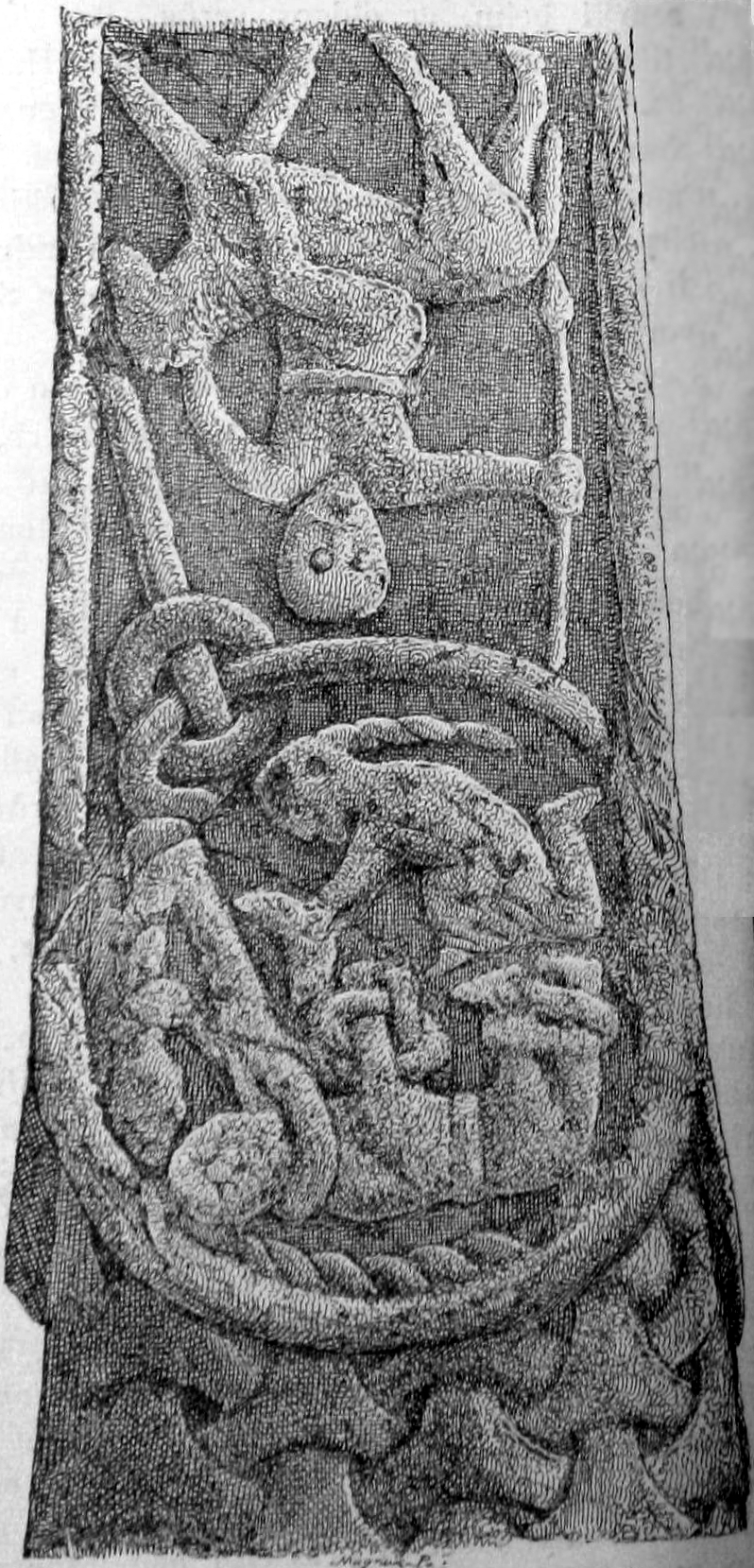
Detal na krzyżu z Gosforth